# Джір-Сара (Решт)
Джір-Сара (перс. جيرسرا) — село в Ірані, у дегестані Белесбене, у бахші Кучесфаган, шагрестані Решт остану Ґілян. За даними перепису 2006 року, його населення становило 807 осіб, що проживали у складі 223 сімей.

## Клімат
Середня річна температура становить 14,38 °C, середня максимальна – 28,60 °C, а середня мінімальна – -0,22 °C. Середня річна кількість опадів – 1210 мм.
| Клімат поселення                              | Клімат поселення | Клімат поселення | Клімат поселення | Клімат поселення | Клімат поселення | Клімат поселення | Клімат поселення | Клімат поселення | Клімат поселення | Клімат поселення | Клімат поселення | Клімат поселення | Клімат поселення |
| Показник                                      | Січ.             | Лют.             | Бер.             | Квіт.            | Трав.            | Черв.            | Лип.             | Серп.            | Вер.             | Жовт.            | Лист.            | Груд.            |                  |
| Середній максимум, °C                         | 8,85             | 8,88             | 11,63            | 17,64            | 21,80            | 25,36            | 28,60            | 28,19            | 24,74            | 21,14            | 16,56            | 12,17            |                  |
| Середня температура, °C                       | 4,32             | 4,34             | 7,10             | 13,11            | 17,29            | 20,85            | 24,28            | 23,88            | 20,42            | 16,82            | 12,26            | 7,85             |                  |
| Середній мінімум, °C                          | −0,22            | −0,19            | 2,55             | 8,58             | 12,75            | 16,32            | 19,98            | 19,57            | 16,12            | 12,52            | 7,94             | 3,54             |                  |
| Норма опадів, мм                              | 123              | 99               | 89               | 49               | 47               | 31               | 31               | 63               | 136              | 209              | 182              | 151              |                  |
| Середньомісячна швидкість вітру, м/с          | 2.30             | 2.40             | 2.40             | 2.30             | 2.38             | 2.58             | 2.60             | 2.30             | 2.10             | 2.10             | 2.00             | 2.07             |                  |
| Середньомісячна сонячна радіація, кДж/м²·день | 6842             | 8928             | 10898            | 15542            | 19848            | 21962            | 22793            | 19061            | 15526            | 10702            | 8532             | 6567             |                  |
| --------------------------------------------- | ---------------- | ---------------- | ---------------- | ---------------- | ---------------- | ---------------- | ---------------- | ---------------- | ---------------- | ---------------- | ---------------- | ---------------- | ---------------- |
| Джерело:                                      |                  |                  |                  |                  |                  |                  |                  |                  |                  |                  |                  |                  |                  |